# Gerrit Benner
Gerrit Benner (Leeuwarden, 31 juli 1897 – Nijemirdum, 15 november 1981) was een Nederlands winkelier en schilder.

## Leven en werk
Benner was een zoon van timmerman Hendrikus Jacobus Benner en Idske Zijlstra. Hij werd aan de ambachtsschool opgeleid tot huisschilder. Na zijn huwelijk in 1918 met Geesje Schaap, opende het echtpaar een winkel in galanterieën in Leeuwarden, hij bleef daarnaast actief als huisschilder en ontwikkelde zich als autodidactisch kunstschilder. In 1937 werd de winkel failliet verklaard, Benner raakte in een psychische crisis en vernietigde vrijwel al het werk dat hij had gemaakt.
Na de Tweede Wereldoorlog koos Benner definitief voor het kunstenaarschap en kreeg hij iets te zien van recente ontwikkelingen in de schilderkunst. Hij leerde Siep van den Berg en zijn vrouw Fie Werkman kennen en kwam zo in aanraking met het werk van Hendrik Werkman, waardoor hij korte tijd werd beïnvloed. Ook vond hij inspiratie bij de kunstenaars van de École de Paris zoals Bazaine, Soulages en Manessier. Zijn werk heeft raakvlakken met Cobra en De Ploeg. 
Ondanks invloeden en raakvlakken werkte Benner in relatief isolement. In 1954 nam hij het atelier van Karel Appel in Amsterdam over. Vanaf de verhuizing naar Amsterdam richtte hij zich met name op het Friese landschap. Hij werd vooral bekend door zijn abstracte, veelkleurige landschapsschilderingen in Neo-expressionistische en abstract-expressionistische stijl. Hij is nooit volledig abstract geworden in zijn kunst; het landschap bleef er aanwezig. 
Benner keerde uiteindelijk op late leeftijd naar Friesland terug. Vanaf 1971 woonde hij in Gaasterland. Hij overleed tien jaar later, op 84-jarige leeftijd.

## Waardering
Benner werd in 1954 door de Stichting Kunstenaarsverzet 1942-1945 gelauwerd met de Prijs van de Stichting Kunstenaarsverzet; won in 1955 een tweede prijs op de Biënnale van São Paulo in São Paulo, Brazilië; ontving de Guggenheim Prize for the Low Countries in 1958; en de International Hallmark Art Award New York, 1958. 
In 2003 hebben de Provinciale Staten van de Provincie Friesland een tweejaarlijkse prijs ingesteld, vernoemd naar Benner. Het betreft een oeuvreprijs of een prijs voor een kunstenaar wiens werk recentelijk een belangrijke ontwikkeling heeft doorgemaakt. De eerste Gerrit Benner Prijs voor Beeldende Kunst werd uitgereikt in 2005. In 2008 werd Benner opgenomen in de Canon van Friesland.

## Werk in openbare collecties (selectie)
- Fries Museum, Leeuwarden
- Van Abbemuseum, Eindhoven
- Kunstmuseum Den Haag
- Museum Belvédère, Heerenveen
- Rijksmuseum Twenthe, Enschede
- Stedelijk Museum Amsterdam
- rijkscollectie, beheerd door de Rijksdienst voor het Cultureel Erfgoed